# Rentina (Karditsa)
Rentina (pronunciado Redina con d oclusiva; en griego: Ρεντίνα) es un pueblo, y antes un municipio, de la unidad periférica de Karditsa, Tesalia, Grecia. Desde la reforma de la administración local de 2011, forma parte del municipio de Sofades. La unidad municipal tiene un área de 56.968 km². Población 295 (2011). 
El pueblo se ha identificado como el emplazamiento de la antigua ciudad de Ctímena.
Rentina es el lugar de nacimiento del primer ministro de Grecia Geórgios Çolakoğlu (1886-1948).